# El diablo que vino de Akasawa
El diablo que vino de Akasawa (título en alemán: Der Teufel kam aus Akasava) es una coproducción hispano-alemana de cine de aventuras y espías estrenada en 1971, dirigida por Jesús Franco y protagonizada en los papeles principales por Fred Williams, Soledad Miranda y Horst Tappert.

## Sinopsis
En la ciudad africana de Akasawa el profesor Rex Forrester ha descubierto un extraño mineral que tiene la capacidad de cegar a las personas. Varias personas, representando a los intereses de diferentes países, se ponen en marcha para hacerse con ella. Entre ellos está Jane Morgan, una agente espía del servicio secreto y el sobrino del profesor Forrester.

## Reparto
- Fred Williams	...	Rex Forrester
- Soledad Miranda ... Jane Morgan
- Horst Tappert	...	Dr. Andrew Thorrsen
- Ewa Strömberg	...	Ingrid Thorrsen
- Siegfried Schürenberg	...	Sir Philip
- Walter Rilla	...	Lord Kingsley
- Paul Muller ... Dr. Henry
- Blandine Ebinger ... Lady Abigail Kingsley
- Howard Vernon	...	Valet Humphrey